# Кайлаш Паттанаик
Ка́йлаш Паттана́ик (англ. Kailash Pattanaik; Kaiḷāśa Paṭṭanāẏaka; род. 6 февраля 1957 года, Балангир, Орисса) — индийский писатель
, фольклорист, профессор Университета Висва Бхарати.

## Краткая биография
В 1975 г. окончил Уткальский университет, в 1977 г. защитил магистерскую, а в 1985 г. докторскую диссертацию в университете Висва Бхарати. Преподаватель университета Висва Бхарати c 1975 г., в том числе с 1985 г. в звании профессора. Сфера научной деятельности — фольклор народов Индии.
Автор восьми сборников рассказов и одной повести на бенгальском языке.
Вице-президент Индийской ассоциации фольклорного конгресса (2003), член Фольклорного сообщества языков Южной Индии (2002). Организатор ряда конференций по фольклористике, в том числе по проблеме аспирированных языков в сентябре 2018 г..

## Награды
- Награда за лучшее эссе на конкурсе памяти Др. Антибаллавы (Уткальский университет, 1977)
- Премия «Праджатантра Пураскар» за сборник рассказов (1992)
- Премия «Kanhei Katha Samman» за сборник рассказов (1997)

## Научные труды
- Bohu Pania ra katha, Pratibesi, Oct.- Dec. 2002
- Kalankara nam kaul, Pratibesi, January — March, 2002
- Baikunthanka kavya soundarya : in Baikuntha Srusti Manasa, Ed. A.Mishra, Orissa Sahitya Akademi, 2002
- Kanhucharana : Anubhaba O Abhibakti , Konark , 2002
- Prachina Kahani O Samakalino Odia Galpa, Srujani, Kalikata, Oct. 2002, Page 378—384.
- (ed.) Tapati Mukherjee, Kailash Pattanaik. Comparative Literature at the Crossroads of Culture and Society. Conference Proceedings. Santiniketan: Visva Bharati, 2019.

## Сборники рассказов
- Ekada Antaranga 1981, Sankhanada publishers, Cuttack.
- Dakhina Pabana 1986, Friends publishers, Cuttack.
- Ekathi Ekaeka 1990, Cuttack student store, Cuttack.
- Sun Abalokara 1994, Prajatantra Prachar samittee, Cuttack.
- Sata Eka Sata 2003, Friends Publishers, Cuttack
- Srestha Galpa 2016, Timepass (на языке ория)